# Myodes imaizumii
Myodes imaizumii — лесная полёвка из подсемейства Arvicolinae семейства Cricetidae (триба Myodini). Вид назван в честь японского териолога Др. Ёсинори Имаизуми, "который щедро направил меня район коллекционирования" — пишет автор первоописания. ("Dr. Yoshinori Imaizumi kindly directed me to collecting localities")
Первоначально была описана как вид Clethrionomys imaizumii. Но вскоре таксономический ранг был понижен до подвида Clethrionomys andersoni imaizumii, а позднее рассматривался как полный синоним Eothenomys andersoni.  Детальное изучение изменчивости коронок коренных зубов и краниометрических показателей полёвок из центральной части Хонсю также привело к выводу, что популяции полуострова Кии представляют собой M. andersoni. Лабораторные опыты по скрещиванию  M. imaizumii и M. andersoni показали, что их гибриды плодовиты. Был предложен биогеографический сценарий для объяснения расширения ареала M. andersoni на юг до полуострова Кии с последующей изоляцией популяции этого полуострова с потеплением климата в голоцене. В результате потепления расширился с запада на восток ареал  M. smithii и отделил популяцию полуострова Кии от основного ареала M. andersoni, вследствие этого  обособилась изолированная популяция  Myodes imaizumii.
Детальные хромосомные и молекулярные исследования убедительно свидетельствуют об отсутствии генетического обмена между M. andersoni и M. imaizumii в настоящее время. Так как M. imaizumii в настоящее время географически изолированы от ареала M. andersoni, и их способность давать в дикой природе плодовитых гибридов не подлежит проверке. Последовательность мтДНК у M. imaizumii уникальна, но его профиль рибосомальной ДНК отражает смесь гаплотипов, характерных для M. andersoni и типичных для M. smithii. Предполагается, что M. imaizumii сохранил анцестральный полиформизм по этому признаку, который был присущ общему предку трёх этих видов. Целесообразено до  завершения текущих исследований  сохранить Myodes imaizumii в статусе вида на основании его отличительных молекулярных особенностей и изолированного географического ареала.
Типовое местонахождениe: Япония, Хонсю, полуостров Кии, префектура Вакаяма, водопады Нати. 300 м над уровнем моря.
Распространение: Встречается только на южной оконечности полуострова Кии.

## Комментарии
1. ↑  В статье о Myodes smithii приведено объяснение, почему некорнезубые виды полёвок японской фауны, а именно M. smithii, M. imaizumii и M. andersoni, должны относиться к роду, в целом, корнезубых континентальных форм Myodes, а не к китайским некорнезубым полёвкам Eothenomys.